# Cynipoidea
Los cinipoideos (Cynipoidea) son una superfamilia de himenópteros apócritos de moderado tamaño que, en 2007, presentan cinco familias, aunque otras habían sido reconocidas en el pasado. Los miembros más conspicuos del grupo son fitófagos, especialmente como formadores de agallas, pero la gran mayoría de sus especies son parasitoides o hiperparasitoides especialmente de larvas de Diptera y también de otros insectos.
Son típicamente avispas lustrosas, negras, lisas y diminutas (menos de 5 mm.), con el abdomen generalmente comprimido lateralmente. La venación de las alas es reducida; las antenas son filiformes (con forma de hilo). Es común la presencia de varios segmentos metasomales (del tórax), fusionados de diversas maneras (frecuentemente es diagnóstico de familias o subfamilias), y el pecíolo muy corto, si está presente.
Con la excepción de los Cynipidae (las avispas gallaritas), es un grupo pobremente conocido, habiendo cerca de 3.000 especies conocidas, y una gran parte aún no descritas, mayormente de las Figitidae. Cada familia difiere en biología; las más desconocidas pertenecen a la familia Liopteridae.

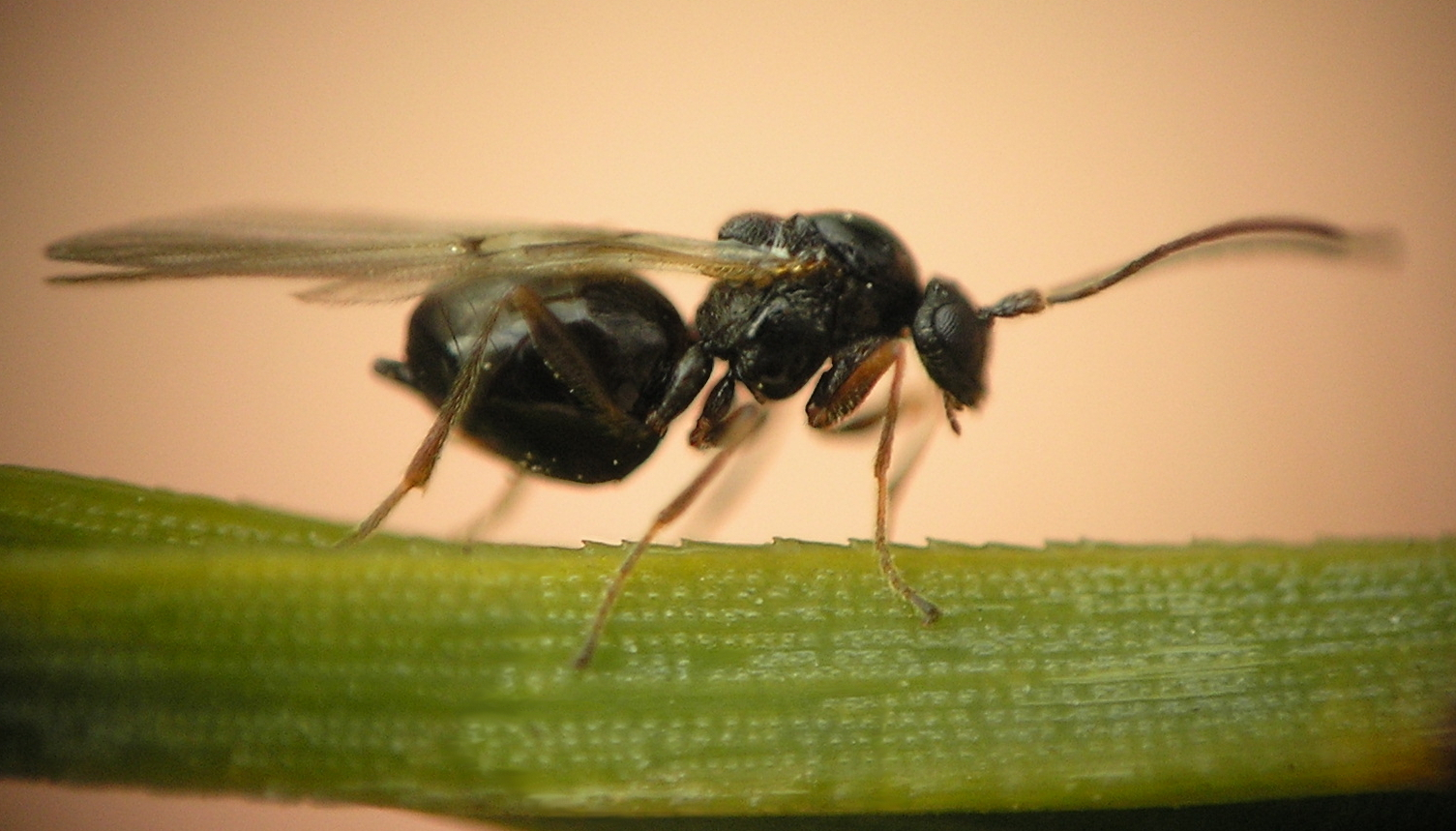
Cynips sp.